# 吳節 (正統進士)
吳節（1416年—？），字天敘，浙江紹興府餘姚縣人，軍籍。明朝政治人物。進士出身。

## 生平
浙江鄉試第二十六名。正統七年（1442年）壬戌科會試第二十五名，殿試登進士第三甲第九名。

## 家族
曾祖父吳原敬。祖父吳朝陽。父亲吳既學。